# Gmina Vojnić
Gmina Vojnić (chorw. Općina Vojnić) – gmina w Chorwacji, w żupanii karlowackiej. W 2011 roku liczyła  4764 mieszkańców.